# Liste der Monuments historiques in Saint-Marcan
Die Liste der Monuments historiques in Saint-Marcan führt die Monuments historiques in der französischen Gemeinde Saint-Marcan auf.

## Liste der Bauwerke
| Bezeichnung            | Beschreibung | Standort | Kennzeichnung | Schutzstatus | Datum | Bild           |
| ---------------------- | ------------ | -------- | ------------- | ------------ | ----- | -------------- |
| Menhir La Roche Longue |              | (Lage)   | PA00090872    | Classé       | 1933  | weitere Bilder |

## Liste der Objekte
| Bezeichnung                  | Beschreibung           | Standort                       | Kennzeichnung | Schutzstatus | Datum | Bild |
| ---------------------------- | ---------------------- | ------------------------------ | ------------- | ------------ | ----- | ---- |
| Skulptur des heiligen Marcan | Stein, 16. Jahrhundert | in der Kirche St-Marcan (Lage) | PM35000616    | Classé       | 1960  |      |